# Walnut Grove (Minnesota)
Walnut Grove is een plaats in Redwood County (Minnesota). In 2000 had deze plaats 599 inwoners.
Walnut Grove is de plaats waar het Laura Ingalls Wildermuseum is gevestigd, geheel opgedragen aan de auteur van Het kleine huis op de prairie.

## Geografie
Volgens het United States Census Bureau beslaat de plaats een gebied van 2,7 km² die volledig uit land bestaat.

## Demografie
In 2000 waren er 599 mensen (291 huishoudens, 178 gezinnen) woonachtig in deze plaats. De bevolkingsdichtheid is 222,4/km².
21,3% van de 291 huishoudens bevat kinderen jonger dan 18 jaar, in 53,3% van de huishoudens is er een getrouwd of samenlevend koppel, 6,5% bestaat uit een vrouw zonder man en 38,8% is geen gezin. 36,4% van alle huishoudens bestaat uit alleenstaanden en 22,7% hiervan is 65 jaar of ouder. De gemiddelde grootte van een huishouden is 2,06 en de gemiddelde grootte van een gezin is 2,67.
De verdeling over leeftijd: 19,4% is jonger dan 18, 6,5% tussen de 18 en 24, 22,7% tussen de 25 en 44, 22,7% tussen de 45 en 64 en 28,7 is 65 jaar of ouder. De gemiddelde leeftijd is 46 jaar. Voor elke 100 vrouwen zijn er 89,6 mannen. Voor elke 100 vrouwen boven de 18 zijn er 90,2 mannen.
Het gemiddelde inkomen van een huishouden bedraagt $24.013, het gemiddelde inkomen van een gezin bedraagt $34.167. Mannen verdienen gemiddeld $24.750 tegenover $20.192 voor vrouwen. Het gemiddelde inkomen per inwoner is $15.637. 9,6% van de bevolking en 5,0% van de gezinnen leeft beneden de armoedegrens. Van de bevolking beneden de 18 leeft 13,2% en van degenen van 65 jaar of ouder leeft 10,1% beneden de armoedegrens.

## Plaatsen in de nabije omgeving
De onderstaande figuur toont nabijgelegen plaatsen in een straal van 24 km rond Walnut Grove.